# Амак (вулкан)
Амак — действующий вулкан на Аляске на одноимённом острове, относящемуся к архипелагу Алеутские острова, США.
Амак является стратовулканом высотой 488 м. Находится на значительном расстоянии от основной массы вулканов Алеутской вулканической дуги, в 50 км к северо-западу от вулкана Фрости, который находится на побережье Аляски. Занимает площадь 1 км². Считается довольно молодым вулканом, образовавшимся 4000 — 5000 лет назад. Вулканическая активность происходила как правило из вершинного кратера вулкана. Потоки лавы преимущественно состояли из андезитов. Последнее извержение произошло в 1796 году. 
Впервые дал имя острову и вулкану в 1852 году русский гидрограф Михаил Тебеньков.